# Hirooki Goto
Hirooki Goto (Kuwana, 25 giugno 1979) è un wrestler giapponese sotto contratto con la New Japan Pro-Wrestling.

## Carriera

### New Japan Pro-Wrestling
Dal suo debutto, avvenuto il 6 luglio 2003, Hirooki Goto ha sempre combattuto per la New Japan Pro Wrestling, dove è diventato un nome di spicco. Nel 2005 ha vinto il suo primo titolo, l'IWGP Junior Heavyweight Tag Team Championship con Minoru, detenuto per nove mesi, per poi compiere la tradizionale "escursione estera" della federazione, combattendo per la americana TNA e la messicana CMLL.
Rientrato in Giappone nell'agosto del 2007, Goto venne promosso tra i pesi massimi, e l'anno seguente vinse l'importante G1 Climax, il principale torneo della federazione, per la prima volta in carriera. Negli anni seguenti, conquistò per tre volte la New Japan Cup (2009, 2010, 2012), la cui vittoria garantiva una chance all'IWGP Heavyweight Championship, ma tutte le volte non riuscì nell'impresa vincere il titolo massimo. Il 12 febbraio 2012 vinse il suo primo titolo singolo in carriera, l'IWGP Intercontinental Championship, sconfiggendo Masato Tanaka a The New Beginning. Il 22 luglio perse la cintura, dopo tre difese, contro Shinsuke Nakamura.
Verso il termine del 2012, Goto prese parte assieme a Karl Anderson alla World Tag League, che vinse sconfiggendo la Killer Elite Squad in finale. A Wrestle Kingdom 7, tuttavia, i due non riuscirono a conquistare i titoli di coppia, detenuti sempre dalla K.E.S.
In seguito, Goto iniziò un feud con l'ex compagno di scuola Katsuyori Shibata, con cui, dopo una serie di incontri culminati in un match decisivo a Wrestle Kingdom 8, da lui vinto, decise di iniziare una collaborazione. I due vinsero la World Tag League 2014 e il 4 gennaio 2015, a Wrestle Kingdom 9 sconfissero il tag team di Luke Gallows e Karl Anderson, membri del Bullet Club, interrompendo il loro regno di campioni di coppia che durava da un anno e reclamando per loro le cinture. Tuttavia, vennero sconfitti solamente un mese dopo, a The New Beginning, in un rematch, perdendo i titoli.
Il 3 maggio a Wrestling Dontaku, Goto sconfisse Shinsuke Nakamura per conquistare il suo secondo titolo intercontinentale. Dopo aver sfiorato la finale del G1 Climax in agosto, il 27 settembre venne battuto da Nakamura in un rematch, perdendo la cintura.

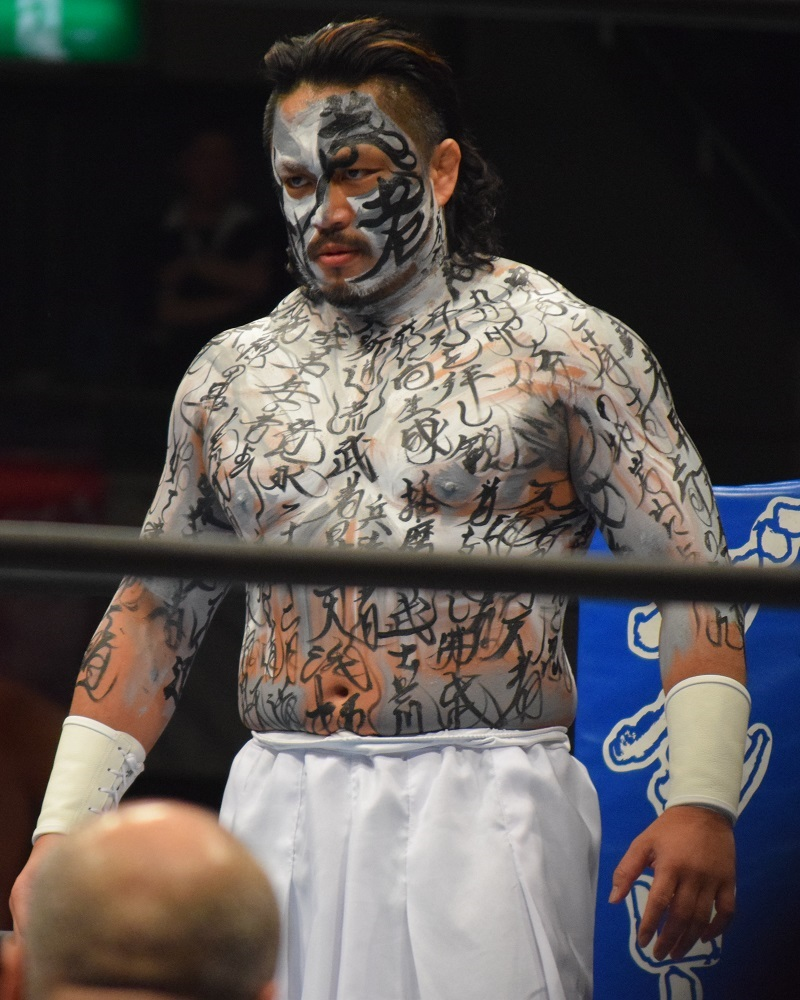
Goto nel 2016

A The New Beginning in Osaka, l'11 febbraio 2016, Goto venne battuto dall'IWGP Heavyweight Champion Kazuchika Okada in un match titolato. Al termine dell'evento, il campione gli propose di unirsi alla sua stable, Chaos, ma Goto rifiutò. Dopo aver perso il mese successivo la finale della New Japan Cup in favore di Tetsuya Naito, tuttavia, accettò la proposta.
Il 14 agosto, Goto giunse in finale del G1 Climax, dove però venne battuto da Kenny Omega. A Wrestle Kingdom 11, il 4 gennaio 2017, sconfisse Katsuyori Shibata per conquistare il suo primo NEVER Openweight Championship, detenendolo per quasi cinque mesi e perdendolo contro Minoru Suzuki il 27 aprile. Nonostante un primo rematch perso il mese seguente a Dominion, Goto riconquistò il titolo a Wrestle Kingdom 12 sempre contro Suzuki, sconfiggendolo in un hair vs. title match.
Dopo un regno durato circa sei mesi, Goto perse la cintura in favore di Michael Elgin in un triple threat match cui aveva preso parte anche Taichi a Dominion. Riconquistò il titolo otto giorni dopo, sconfiggendo lo stesso Elgin a Kizuna Road. Goto prese poi parte al G1 Climax, registrando un record di tre vittorie e sei sconfitte. Il 17 settembre, a Destruction in Beppu, perse il NEVER Openweight Championship contro Taichi. Dopo che Will Ospreay si infortunò, non potendo prendere parte al mach titolato di Power Struggle, il successivo 3 novembre, Goto prese il suo posto, sconfiggendo il membro del Suzuki-Gun e riconquistando la cintura per la quarta volta. Il 9 dicembre fu sconfitto da Kota Ibushi che gli strappò il titolo, senza che avesse fatto alcuna difesa dello stesso in precedenza.
Il 5 gennaio 2020, nella seconda serata di Wrestle Kingdom 14 al Tokyo Dome, sconfisse KENTA vincendo il NEVER Openweight Championship per la quinta volta. Perse poi la cintura in favore di Shingo Takagi il 1º febbraio, all'evento The New Beginning in Sapporo.
Il 15 dicembre 2021 Goto & Yoshi-Hashi sconfissero EVIL & Yujiro Takahashi in finale conquistando la 2021 World Tag League. Il 4 gennaio 2022, nella prima notte di Wrestle Kingdom 16, Goto & Yoshi-Hashi sconfissero Taichi & Zack Sabre Jr. vincendo l'IWGP Tag Team Championship.
Nel marzo 2022 partecipò alla New Japan Cup, sconfiggendo Yuji Nagata e Dick Togo, prima di essere eliminato da Cima al terzo round. A Hyper Battle, Goto & Yoshi-Hashi, ora conosciuti come tag team con il nome "Bishamon", persero le cinture IWGP Tag Team Championship in favore degli United Empire (Jeff Cobb & Great-O-Khan).
All'evento Dominion 6.12 presso la Osaka-jo Hall, prese parte a un AEW Interim World Championship eliminator match per avere l'opportunità di sfidare Jon Moxley per il titolo al PPV Forbidden Door, uno show co-prodotto da NJPW e All Elite Wrestling. All'evento, Goto fu sconfitto da Hiroshi Tanahashi.
Nel marzo 2024 partecipò all'annuale New Japan Cup, passando direttamente al secondo turno. Quindi sconfisse Chase Owens. Nel round successivo avrebbe dovuto affrontare David Finlay, ma passò direttamente il turno poiché Finlay venne escluso dal torneo per malattia. In semifinale sconfisse Sanada, accedendo così alla sua prima finale di New Japan Cup in 8 anni. In finale fu però sconfitto da Yota Tsuji.

#### IWGP World Heavyweight Champion (2025–presente)
Dopo aver vinto l'annuale New Japan Ranbo a Wrestle Kingdom 19, Goto sfidò Zack Sabre Jr. per l'IWGP World Heavyweight Championship ad un match da disputarsi all'evento The New Beginning in Osaka. Goto riuscì a sconfiggere Sabre, e conquistò il suo primo titolo mondiale. Dedicò la vittoria al padre deceduto e festeggiò con il figlio e la figlia.

## Personaggio

### Mosse finali

Goto effettua la GTR su Bushi

- Goto Shiki (Cross-legged cradle) – 2010–presente
- Goto Ni Shiki (Modified arm wrench inside cradle) – 2016
- GTR (Spinning headlock lariat in un backbreaker) – 2016–presente
- Jigoku Kuruma / Go to Heaven (Wrist-clutch Olympic slam) – 2003–2006
- Kaiten (Leg trap sunset flip Powerbomb) – 2003–2006
- Shouten (Vertical Suplex Side Slam) – 2006–2007
- Shouten Kai (Vertical Suplex Side Slam) – 2007–2016
- Shoryu Kekkai (Modified seated armbar)

### Soprannomi
- "Aramusha"
- "Shin Nihon Puroresu Aramusha" ("feroce guerriero della New Japan Pro-Wrestling")
- "Konton no Aramusha" ("feroce guerriero del caos")

## Titoli e riconoscimenti
- New Japan Pro-Wrestling
  - IWGP World Heavyweight Championship (1)
  - IWGP Intercontinental Championship (2)
  - IWGP Junior Heavyweight Tag Team Championship (1) – con Minoru
  - IWGP Tag Team Championship (4) – con Katsuyori Shibata (1) e Yoshi-Hashi (3)
  - NEVER Openweight Championship (5)
  - NEVER Openweight 6-Man Tag Team Championship (2) – con Tomohiro Ishii e Yoshi-Hashi (1), con Yoh e Yoshi-Hashi (1)
  - Strong Openweight Tag Team Championship (1) – con Yoshi-Hashi
  - Young Lion Cup (2005)
  - SAMURAI! TV Openweight Tag Tournament (2005) – con Yūji Nagata
  - G1 Climax (2008)
  - World Tag League (2012) – con Karl Anderson
  - World Tag League (2014) – con Katsuyori Shibata
  - New Japan Cup (2009, 2010 e 2012)
  - J Sports Crown 6 Man Openweight Tag Team Tournament (2010) – con Prince Devitt e Ryusuke Taguchi
- Pro Wrestling Illustrated
  - 127º tra i 500 migliori wrestler singoli nella PWI 500 (2011)
  - 3ª tra i 100 migliori tag team nella PWI Tag Team 100 (2024)  – con Yoshi-Hashi[2]